# NGC 1690
NGC 1690 è una piccola galassia ellittica situata nella costellazione di Orione, a una distanza di circa 420 milioni di anni luce dalla nostra Via Lattea.

## Scoperta
La galassia è stata scoperta il 13 marzo 1831 dall'astronomo britannico John Herschel.

## Descrizione
Data la sua luminosità superficiale pari a 14,30, NGC 1690 può essere classificata come una galassia a bassa luminosità superficiale (nella letteratura in lingua inglese abbreviata in LSB, acronimo di Low Surface Brightness). Le galassie LSB sono galassie di tipo diffuso (D) con una luminosità superficiale inferiore di almeno una magnitudine a quella del cielo notturno circostante.

## Supernova
Il 16 settembre 2005, all'interno di NGC 1690 è stata scoperta la supernova SN 2005ec da N. Ponticello e W. Li nel corso del programma LOSS (Lick Observatory Supernova Search) dell'Osservatorio Lick. La supernova è stata classificata di tipo Ia.